# Wierzba dwubarwna

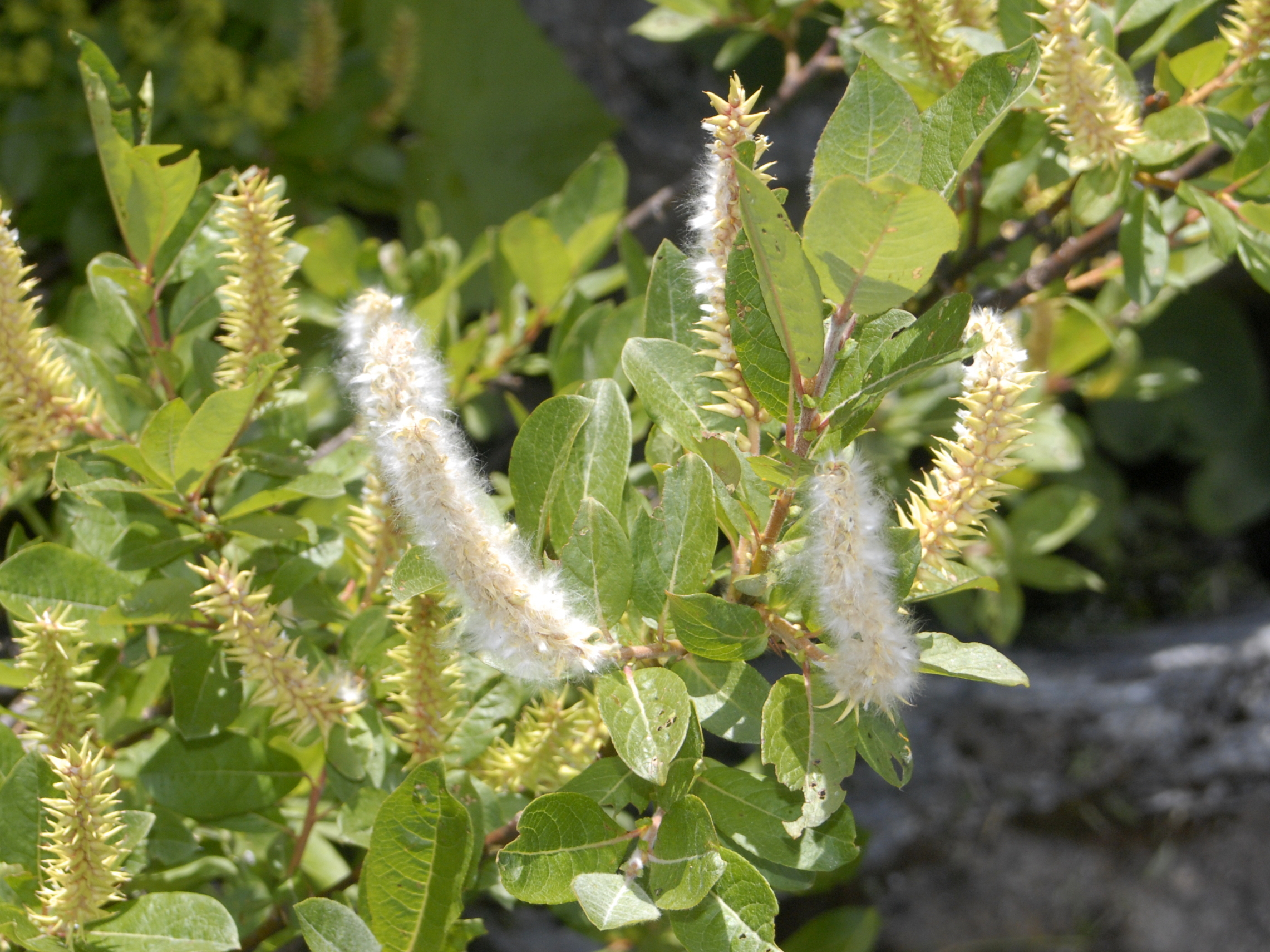

Wierzba dwubarwna (Salix bicolor Ehrh. ex Willd.) – gatunek krzewu należący do rodziny wierzbowatych. 

## Rozmieszczenie geograficzne
Występuje w górach Europy Środkowej: Pireneje, Wogezy, Masyw Centralny, Harz, Sudety, Karpaty, góry Półwyspu Bałkańskiego. W Polsce występuje tylko na pojedynczych stanowiskach w Karkonoszach. Podawane dawniej 2 stanowiska w Tatrach (Rysy i Czarny Staw pod Rysami) nie zostały potwierdzone.

## Morfologia
PokrójKrzew płożący się przy ziemi i osiągający zazwyczaj wysokość do 1 m (wyjątkowo do 2 m).
PędyGałązki tylko za młodu owłosione, potem nagie. Pąki nagie, przylegające.
LiścieZazwyczaj o długości 3–4 cm (czasami większe – do 10 cm) i szerokości 1–2 cm (4 cm), odwrotnie jajowate lub eliptyczne, ogonkowe, całobrzegie, lub drobnopiłkowane, nagie. Z wierzchu zielone, spodem matowe i sinawe. Koniec blaszki zaostrzony, na spodniej stronie wyraźne nerwy. Ulistnienie skrętoległe, przylistków zwykle brak.
KwiatyRoślina dwupienna. Kwiaty zebrane w kwiatostan zwany kotką, o łuskach ciemniejszych na końcu. Kotki męskie o długości do 2,5 cm. Mają wolne pręciki o nagich nitkach. Kotki żeńskie do 4 cm długości, o szyjce słupka równej długością zalążni, znamiona słupka dużo krótsze. Męskie kwiaty posiadają jeden miodnik.

## Biologia i ekologia
- Rozwój: Roślina wieloletnia, nanofanerofit. Kwitnie w czerwcu, jest owadopylna i wiatrosiewna[5].
- Siedlisko: Występuje wyłącznie w górach, na mokrych miejscach w piętrze kosówki[5].
- Liczba chromosomów 2n = 114[5].
- Czasami można spotkać różniące się od typowej formy, trudne do oznaczenia mieszańce z: w. czerniejącą, w. iwą, w. lapońską, w. oszczepowatą, w. purpurową, w. rokitą, w. śląską, w. śniadą, w. szarą, w. wawrzynkową, w. wiciową, w. wykrojoną, w. zielną[6].

## Zagrożenia i ochrona
Umieszczona na polskiej czerwonej liście w kategorii NT (bliski zagrożenia).